# Shunn
Shunn（しゅん、1986年4月1日 - ）は日本の男性歌手・声優。血液型A型。身長165cm。所属事務所「ALP Music」。所属レコード会社「tri-Arion」。旧名宮本 駿一。

## 略歴・概要・人物
- 4歳でピアノを始め、高校生（筑波大学附属高校）になってヴォーカルスクールに通い始め、広瀬香美に師事。
- 2003年5月7日：アニメ『D・N・ANGEL』主題歌『白夜〜True Light〜』でビクターからCDデビュー。オリコン入りも果たす。同作品のラジオのパーソナリティとして、入野自由とタッグを組む。「宮本君、声優化計画」の影響か、声優としての活動も始める。
- 全体的にうっとりとした様子をしていたためか、入野自由によって「うっとり」と呼ばれるようになる。
- 声優初挑戦作品は『機動戦士ガンダムSEED』シャニ・アンドラス役。ゲームのアフレコや特別編でも、彼が一貫してアフレコに参加している。
- アニメとのタイアップが薄くなってからは、改めて本格的に歌手として活動を開始。さらに『D・N・ANGEL』のラジオで培った経験を生かして『宮そばRADIO』をスタート。2008年現在100回目の放送回数を突破したネットラジオである。
- ピアノ弾き語りを得意とし、それを生かしたコーナーを『宮そばRADIO』で行っている。
- 声優化計画をやっていた際、何故か女性キャラクターの役が入野自由やリスナーにハマり、途中から「女の子声優化計画」とタイトルが変わってしまうほど、ネタ要素の強いコーナーとなる。
- デビュー当時の歌唱力の評価は高いとは言い難い。しかし、現在は独自の弾き語りと独特の歌声を磨き、知名度は低いながらも、人気を集めている。
- ラジオ番組において、本来「（笑）」の部分は「かっこわらい」と読む。しかし彼は「かっこしょう」と読んでいる。
- ある着メロサイトの特集にて、彼の紹介文が「ピアノの貴公子」とされている。事実ラジオのリスナーの送ってくるイメージから即興で音楽を紡ぎ出すことが出来、その実力の高さが窺える。
- 自分の音楽を確立する為、tri-Arionレーベルを立ち上げ、独立。2008年4月より、芸名を「Shunn」へと改名した。
- 2021年12月17日をもって活動を休止した。[1]

## 出演

### テレビアニメ
- 機動戦士ガンダムSEED（2002年 - 2003年／毎日放送）シャニ・アンドラス 役[2]
- D・N・ANGEL（2003年／テレビ東京）ムッシュ宮本 役
- 機動戦士ガンダムSEED DESTINY（2004年 - 2005年／毎日放送）シャニ・アンドラス 役

### ゲーム
- ガンダムシリーズ（2004年 - 2025年、バンダイ / バンプレスト / バンダイナムコゲームス）シャニ・アンドラス 役
  - SDガンダム GGENERATIONシリーズ（2004年 - 2025年） - 8作品[一覧 1]
  - 機動戦士ガンダムSEED シリーズ（2004年 - 2012年） - 4作品[一覧 2]
  - 機動戦士ガンダム vs.シリーズ（2005年 - 2007年） - 4作品[一覧 3]
  - 機動戦士ガンダム エクストリームバーサス シリーズ（2010年 - 2016年） - 4作品[一覧 4]
  - ガンダムバーサス（2017年）
  - 機動戦士ガンダム エクストリームバーサス2（2018年 - 2025年） - 4作品[一覧 5]
  - 真・ガンダム無双（2013年）
  - 機動戦士ガンダム アーセナルベース（2024年）
- 第3次スーパーロボット大戦α 終焉の銀河へ（2005年）シャニ・アンドラス 役

## ディスコグラフィー

### シングル
- debut「白夜〜True Light〜」

白夜〜True Light〜＜Full Version＞／白夜〜True Light〜＜Piano Solo＞／白夜〜True Light〜＜Acoustic Version＞／白夜〜True Light〜＜TV Version＞
アニメ『D・N・ANGEL』オープニング主題歌
（2003年5月7日／VICL-35479）
- 2nd「最後のkiss／うそつき」

最後のkiss＜Original Ver.＞／うそつき＜Original Ver.＞／最後のkiss＜ピアノ弾き語りVer.＞／うそつき＜アコースティックギターVer.＞
（2005年11月17日／VICL-35731＜限定盤＞VICL-35761＜通常盤＞）
- 3rd「永遠」

c/w「眠れない夜を越えて」
（2006年1月26日／VICL-35765）
- 4th「異邦人／桜咲くころ」

異邦人／桜咲くころ／桜咲くころ＜Piano Version＞
（2008年4月22日／TRC-0002）

### アルバム
- 1st mini「Anges」

（2003年12月3日／VICL-61250）
The Way To Myself／Run Deeper!／帰るべき場所／そばにいられるなら／Never,So Far Away／Anges／そばにいられるなら＜Starlight Version＞／Caged Bird＜Live Version＞／白夜〜True Light〜＜Live Version＞
- 1st full「For someone needs Love」

（2005年3月24日／VIZL-135＜限定盤＞VICL-61597＜通常盤＞）
海の子守歌／眠れない夜を越えて／Everytime I Miss You／最後のkiss／うそつき／虹色マスカラ／Happy Birthday to you／＜Yes,my love＞／永遠＜live version＞／出会う前のように
- 2nd mini「Talkin' Piano」

（2006年8月23日／VICL-62056＜限定盤＞VICL-62057＜通常盤＞）
いずこへ／風穴／冷めたコーヒー／帰るべき場所（Piano Reprise）／Misty Rain
- 2nd full 「Piano'n Piano」

（2007年8月29日／TRC-0001）
即興曲集「四季」
即興曲第1番「秋」／即興曲第2番「冬」／即興曲第3番「春」／即興曲第4番「夏」／
Piano'n Piano 即興小曲集
生きる喜び／What shall I do?／母の気持ち／季節の狭間／Early summer night／星の逢瀬／月の砂漠／今もあなたを・・・／未来のコンビニ／守るべきもの／不幸は何かと役に立つ／喝!!／Fly above the           city／Inside of Christmas／Wouldn't like to be a man／始まる!／Blue sky／新しい道／卒業／Happy Birthday to me／
愛の夢 第3番F.Liszt
- 3rd full 「from JAPAN with LOVE」

（2016年8月31日／TRC-0003）
白援歌(Shiroenka)／空の向こうに／序曲(Hajime-Uta)／なのに何故／いつか風に…／月夜の約束～紅焔／Infinite Trilogy／Lilacs～未来の記憶／時の翼-Homage to Brahms-

## その他
- 「D.N.ANGEL Vocal Collection」

（2005年10月22日／VICL-61145）
最終回エンディング主題歌「道標」「白夜〜True Light〜（Acoustic Version）」収録
- 「D.N.ANGEL Original Sound Track II」

（2005年9月21日／VICL-61143）
「Caged Bird」「道標（Acoustic Version）」収録

### シリーズ一覧
1. ↑  『SEED』（2004年）、『PORTABLE』（2006年）、『WARS』（2009年）、『WORLD』『3D』（2011年）、『OVER WORLD』（2012年）、『CROSSRAYS』（2019年）、『ETERNAL』（2025年）
2. ↑  『機動戦士ガンダムSEED DESTINY』（2004年）[3]、『終わらない明日へ』（2006年）、『GENERATION of C.E.』（2007年）、『BATTLE DESTINY』（2012年）
3. ↑  『連合vs.Z.A.F.T.』（2005年）、『連合vs.Z.A.F.T.II』（2005年）、『連合vs.Z.A.F.T.II PLUS』（2006年）、『連合vs.Z.A.F.T. PORTABLE』（2007年）
4. ↑  『エクストリームバーサス』（2010年）、『フルブースト』（2012年）、『マキシブースト』（2014年）、『マキシブースト ON』（2016年）
5. ↑  『エクストリームバーサス2』（2018年）、『クロスブースト』（2021年）、『オーバーブースト』（2023年）、『インフィニットブースト』（2025年）